# Лацфи, Янош
Янош Лацфи (János Lackfi) (настоящее имя Янош Олах — János Oláh) — венгерский поэт, прозаик и переводчик, лауреат литературной премии Аттилы Йожефа.
Родился 18 мая 1971 года в семье поэтов Яноша Олаха и Каталин Мезеи. Чтобы его не путали с отцом, принял псевдоним Лацфи.
В 1989 году окончил среднюю школу Михая Танчича. В 8 классе, в 1987 году, опубликовал стихи в литературном журнале. В 1994 году окончил Будапештский университет, защитив диплом по венгерской и французской литературе. Работал там же, преподавал бельгийскую литературу. В 1995—1996 гг. на стипендию жил в Париже и Брюсселе. С 1997 года преподавал на факультете французского языка Католического университета Петера Пазманя.
В 1999 году в Будапештском университете защитил диссертацию доктора наук. Преподает там литературу, а также теорию и практику перевода.
В 1996 году был принят в Венгерский союз писателей. В 2000 году стал лауреатом литературной премии Аттилы Йозефа. С 1991 по 2006 год получил более 20 литературных наград, в числе которых премии Тибора Дери, Дюлы Ийеша и Сальваторе Квазимодо.
Произведения Яноша Лацфи отличаются неповторимым стилем, лёгким слогом, юмором, использованием сланговых слов и выражений:
Едва уселся — тянет встать,

А может, даже лечь в кровать.

Шагаешь — тянет отдохнуть,

Привал устроил — тянет в путь.

(Перевод Юрия Гусева).[ https://www.lackfi-janos.hu/translated/russian/]
Янош Сентмартони, председатель Союза венгерских писателей (перевод Юрия Гусева):
```
«Не знаю никого из современных поэтов, кто способен был бы в такой степени, как Лацфи, растворяться в семейной жизни, в маленьких чудесах серых будней, находя в них гармонию. У него все оживает, начинает играть, превращается в праздник. Лацфи тоже преодолевает свои жизненные конфликты, однако его умение удивляться мелочам человеческого мира, смотреть на вещи по-детски, с любовью переплавляет разнообразные вызовы жизни в симфонию».
```

Поэтические сборники:
- Magam (1992, «Я»)
- Illesztékek (1995, «Швы»)
- Hosszú Öltésekkel (1998, «С длинными стежками»)
- Elképzelhető (1999, «Воображаемый»)
- Öt Seb (2000, «Пять ран»)
- Hófogók (2001, «Снежные щиты»)
- Hőveszteség (2005, «Потеря тепла»)
- Élőhal (2011, «Живая рыба»)

Прозаические сборники:
- Két csavart szaltó (1999, «Два сальто с переворотом»)
- Halottnéző (2005, «Морг»)
- A legnehezebb kabát (2011, «Самая тяжёлая одежда»)
- Csak úszóknak (2012, «Swimmers Only!»)
- Milyenek a magyarok? (2012, «Какие бывают венгры?»)
- Milyenek még a magyarok? (2013, «Ещё какие бывают венгры?»)

Публикации на русском языке:
- Стихи [Текст] / Я. Лацфи; пер. с венгерского и вступ. Ю. П. Гусева // Иностранная литература : ежемесячный литературно-художественный журнал. — 2012. — № 9. — С. 144—151 : портр. — Содержание: Точки контакта ; Песня-лавина ; Я заглянул в трамвайное депо… ; Сам себе ; Жажда терпения ; Все меньше . — ISSN 0130-6545
- Песня неудовлетворенности [Текст] : стих / Я. Лацфи; пер. Ю. Гусева // Звезда. — 2011. — N 3. — С. 31 . — ISSN 0321-1878